# محمد عبدالجلیل
محمد عبدالجلیل (عربی: محمد عبدالجليل؛ زادهٔ ۲ اکتبر ۱۹۶۸) بازیکن فوتبال اهل مصر است.
از باشگاه‌هایی که در آن بازی کرده‌است می‌توان به باشگاه ورزشی الاهلی مصر، باشگاه ورزشی زمالک، و تیم ملی فوتبال مصر اشاره کرد.
وی همچنین در تیم ملی فوتبال مصر بازی کرده‌است.